# Wellenbrechen

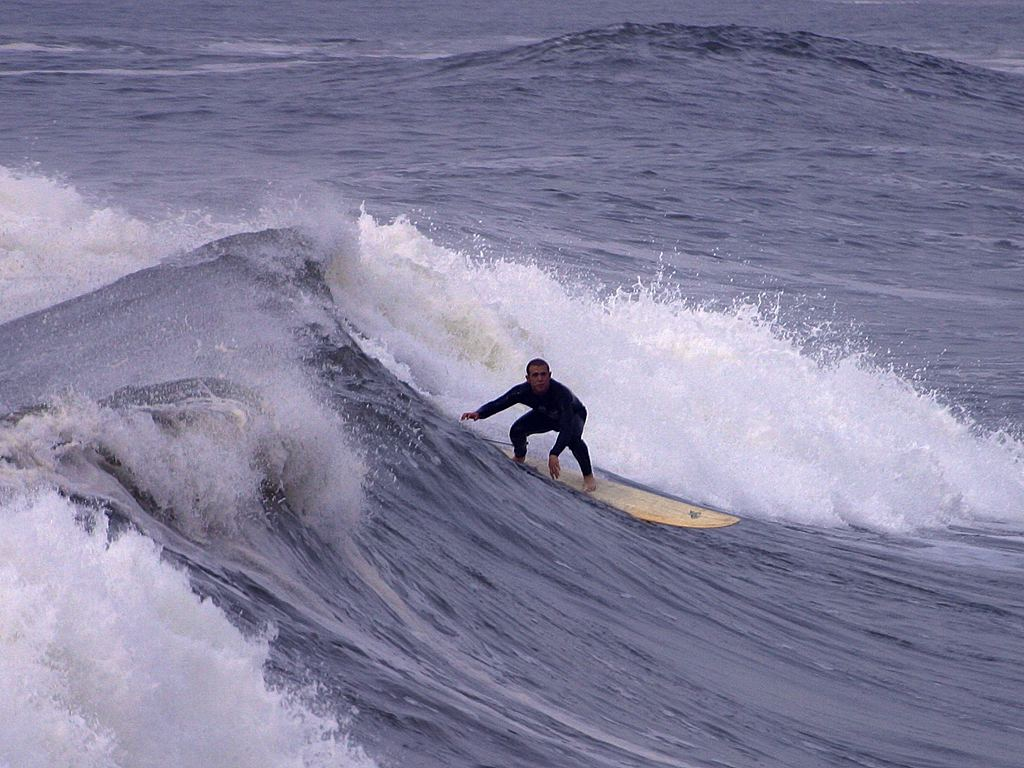
Surfer an einem Schwallbrecher

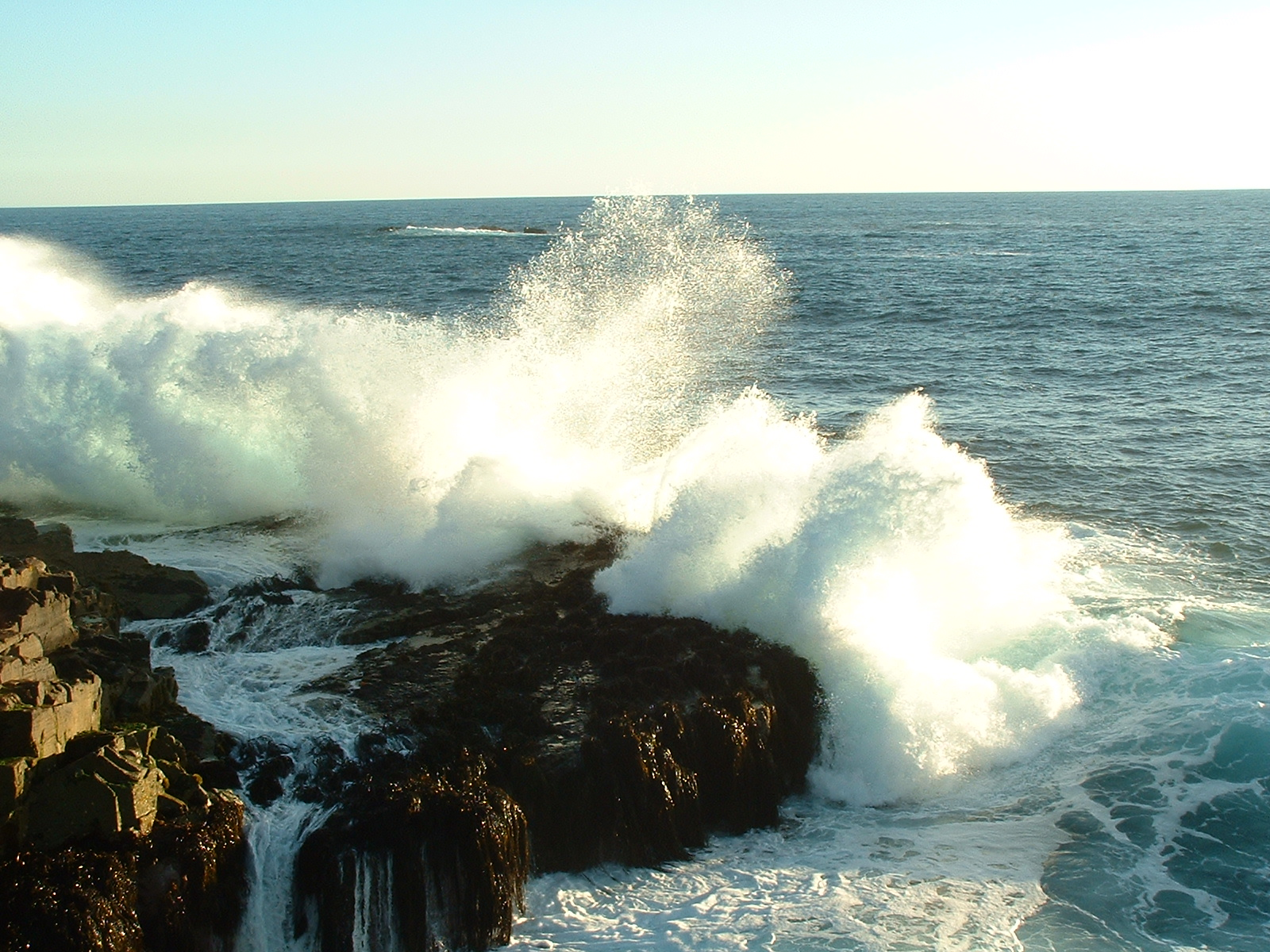
Brechen der Wellen an der Küste Chiles

Wellenbrechen bezeichnet bei Wasserwellen den kritischen Grad der Wellentransformation, bei dem die Oberflächenspannung am Wellenkamm überwunden wird, die Orbitalbewegung ihre charakteristische Form verliert und aus der Wellenkontur austretendes Wasser in den Vorderhang fällt. Derart instabile Wellen werden Brecher genannt. Weitere Bezeichnungen sind Sturzwoge, Sturzbrecher oder auch Sturzsee.

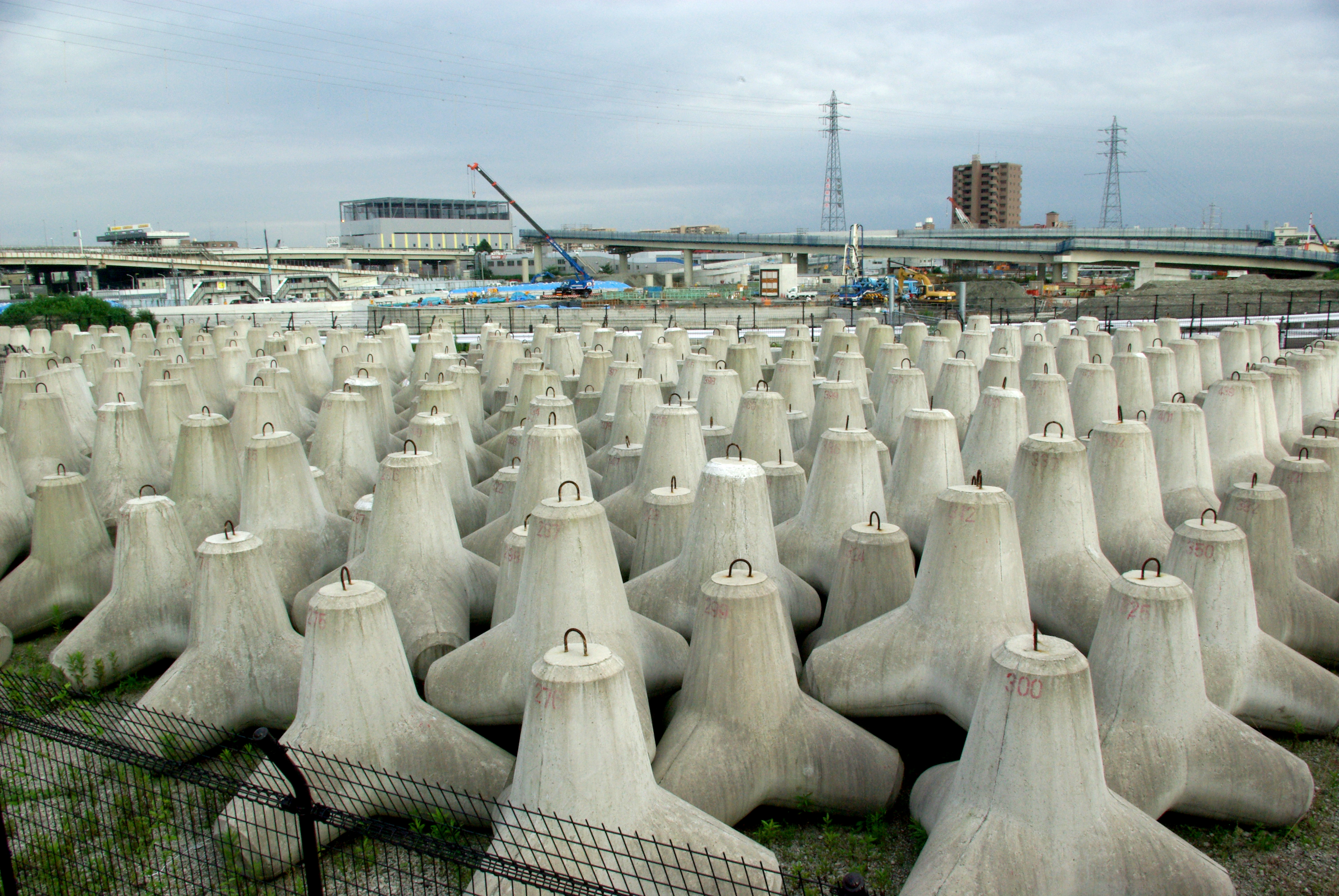
Wellenbrecher (in diesem Fall Tetrapoden)

Die zur Erzeugung der Meereswellen (Schwerewellen) erforderliche Energie wird über hunderte von Kilometern vom Wind auf die Wasseroberfläche übertragen und pflanzt sich gegebenenfalls noch über Tausende von Kilometern als Welle fort. Die Umwandlung dieser Energie in Wärme erfolgt indessen durch den Vorgang des Wellenbrechens meist in Zonen flacheren Wassers, oft auf nur ganz wenigen Metern in der Brandungszone. Insbesondere bei solchen Randbedingungen können an den Küsten verheerende Zerstörungskräfte auftreten. Der Brechprozess der Welle selbst ist gekennzeichnet durch die Orbitalbewegung der sich bis zum Brechpunkt kontinuierlich verformenden Welle.

## Kriterien des Wellenbrechens
Sowohl das Verhältnis der momentanen Orbitalgeschwindigkeit w zur Phasengeschwindigkeit c der Welle (Wellenfortschrittsgeschwindigkeit) als auch das Verhältnis der Orbitalbeschleunigung a zur Schwerebeschleunigung g ist von Bedeutung. Nach George Gabriel Stokes werden periodische Wellen instabil, wenn bei anwachsender Wellenhöhe der Tangentenwinkel am Wellenkamm {\displaystyle \gamma \leq 120^{\circ }} wird. Für Tiefwasserwellen hat John Michell die zugehörige Grenzsteilheit zu H/L=0,142 ermittelt (H = Wellenhöhe, L = Wellenlänge) und Rankine (1860) die Übereinstimmung der Orbitalgeschwindigkeit w am Wellenkamm mit der Wellenfortschrittsgeschwindigkeit c.
Für das Brechen der Wellen in Brandungszonen gelten für den kritischen Kammwinkel und für die kritische Orbitalgeschwindigkeit w etwa die gleichen obigen Feststellungen. Die maximal mögliche Grenzsteilheit H/L im Flachwasser ist jedoch zusätzlich von der Wassertiefe d abhängig, was nach der Theorie der Einzelwellen auch in dem Verhältnis der Brecherhöhe {\displaystyle H_{b}} zur Wassertiefe {\displaystyle d_{b}} zum Ausdruck kommt.
Damit lauten die Kriterien des Wellenbrechens in Flachwasserzonen:
{\displaystyle {\frac {\text{Orbitalgeschwindigkeit}}{\text{Wellenfortschrittsgeschwindigkeit}}}={\frac {w}{c}}\geq 1}
{\displaystyle {\text{Brecherkammwinkel:}}\quad \gamma \leq 120^{\circ }}
{\displaystyle {\frac {\text{Orbitalbeschleunigung}}{\text{Schwerebeschleunigung}}}={\frac {a}{g}}\geq 1}
{\displaystyle {\text{Grenzsteilheit:}}\quad \max {\frac {H}{L}}=0{,}142\tanh {\frac {2\pi d}{L}}}
Relative Wellenhöhe:
{\displaystyle 0{,}82\leq {\frac {H_{b}}{d_{b}}}\leq 1{,}93}.

## Brecherformen
Bei Wasserwellen geht die Faszination davon aus, dass sie sich dem Beobachter oft als Wellen mit einer imperfekten Form darstellen und zwar umso mehr, je stärker sie von einer regelmäßigen Sinus-Form abweichen. 
Dies ist insbesondere bei brechenden Wellen der Fall, bei denen es im Kammbereich zu einem aus Wasser und Luft bestehenden Zweiphasengemisch (Schaum) kommt. 
Bei marinen Bauwerken und Schiffen ist von besonderer Bedeutung, dass die von brechenden Wellen ausgehenden Kraftwirkungen im Kammbereich ihr Maximum erreichen. Extreme Kraftwirkungen – wie der Druckschlag bei Bauwerken und der Seeschlag (Slamming) bei Schiffen – sind von der aktuellen Brecherform abhängig.
Im Gegensatz zu den durch Starkwind auf offenem Meer erzeugten Formen des Wellenbrechens (white capping), können in Ufernähe unterschiedliche Brecherformen definiert werden, und zwar in Abhängigkeit von der 
- Seegrundneigung (bzw. künstlicher Böschungsneigung) {\displaystyle 1:n=\tan \alpha }

und der
- Wellensteilheit {\displaystyle S=H/L\,}.

Hier kommt es infolge von Refraktion und küstenwärtig abnehmender Wassertiefe (Shoaling) zu anwachsender Wellenhöhe H und verringerter Wellenlänge L bis bei der maximalen Wellensteilheit max(S) das Wellenbrechen einsetzt. 
Unter Verwendung der auf Irribarren und Nogales (1949) zurückgehenden Brecherkennzahl 
{\displaystyle \xi ={\frac {\tan \alpha }{\sqrt {\frac {H}{L_{o}}}}}={\frac {1}{\sqrt {\frac {H}{L_{o}}}}}\cdot {\frac {1}{n}}}
{\displaystyle {\text{wird mit }}L_{o}={\frac {g}{2\pi }}\cdot T^{2}}
{\displaystyle (L_{o}=\,} {\displaystyle \mathrm {Wellenl{\ddot {a}}nge} {\text{ im Tiefwasser}};T={\text{Wellenperiode}})\,}
{\displaystyle \xi =\xi (H,T,n)={\sqrt {\frac {g}{2\pi }}}\cdot {\frac {1}{\sqrt {H}}}\cdot T\cdot {\frac {1}{n}}}
Es lassen sich 3 Hauptformen voneinander wie folgt abgrenzen:
{\displaystyle \xi <0{,}5\,\ \ \qquad \qquad {\text{Schwallbrecher (spilling breaker) }}}
{\displaystyle 0{,}5\leq \xi \leq 3{,}3\,\qquad {\text{Sturzbrecher (plunging breaker)}}}
{\displaystyle \xi >3{,}3\,\ \ \qquad \qquad {\text{Reflexionsbrecher (surging breaker)}}}
Hierbei handelt es sich um besonders markante Formen. Im Gegensatz dazu ist in der Natur oft ein stetiger Übergang von der einen Form zur anderen zu beobachten.
Bei Schwallbrechern wird zunächst die Oberflächenspannung am relativ symmetrischen Wellenkamm überwunden; es bilden sich Blasen, die sich zusammen mit dem aus der Welle austretenden Wasser auf der Vorderfront der Welle hinabbewegen. Auf einer Strecke, die der mehrfachen Wellenlänge entspricht, wird die Wellenenergie in Turbulenz und schließlich in Wärme umgesetzt. Nach Sturzbrechern ist dies die von Wellenreitern bevorzugte Brecherform.

Schwallbrecher

Sturzbrecher

Partieller Sturzbrecher

Reflexionsbrecher

Der Sturzbrecher ist dadurch gekennzeichnet, dass mit zunehmender Aufsteilung auch zunehmende Asymmetrie auftritt bis schließlich der küstenwärtige Hang der Welle senkrecht steht. Erst dann tritt Wasser aus dem Kamm aus und bewegt sich – der Fallparabel folgend – über den Vorderhang hinweg in das davor liegende Wellental hinein. Einerseits gelangt das auftreffende Wasser zusammen mit eingeschlagener Luft bis auf den Boden, zum anderen wird es entsprechend der dort vorhandenen Orbitalgeschwindigkeitsrichtung in einer Walze wieder zum Wellenkamm transportiert. Beide Mechanismen verursachen eine intensive Luftdurchmischung, sodass die Energie auf einer Strecke, die einem Bruchteil der Wellenlänge entspricht, umgewandelt wird.
Trifft der Sturzbrecher direkt auf eine etwa wasserfreie Fläche, tritt Druckschlag auf.
Das Wellenreiten unter der parabelförmigen Brecherzunge wird als Tube-Surfing bezeichnet.
Beim Reflexionsbrecher ist der Wasseraustritt und die Blasenbildung minimal und ein regelrechter Brechvorgang kaum zu verfolgen. Hier liegt ein Bewegungsvorgang vor, der eher mit einer stehenden Welle (Clapotis) zu vergleichen ist.
Davon zu unterscheiden ist eine Übergangsform an der Grenze zum Sturzbrecher, die als partieller Sturzbrecher bezeichnet wird. Bei diesem wird nur der Unterteil des küstenwärtigen Hanges senkrecht. Der Punkt, an dem zuerst Wasser aus der Welle austritt, befindet sich küstenwärts und um einiges tiefer als der Wellenkamm.

## Verwandter Mechanismus
Das Brechen der instationären Wellen in Brandungszonen ist dem von der stationären Gerinneströmung bekannten Prozess des Wechselsprunges vergleichbar: Bei beiden Vorgängen treten Energieumwandlungsraten auf, die um Größenordnungen höher sind als Reibung an der Sohle oder innere Reibung zwischen den Flüssigkeitsteilchen. Es ist bemerkenswert, dass bei beiden Naturvorgängen der genannte beträchtliche Energieumsatz auf relativ kurzer Strecke erfolgen kann.